# Миколай Поплавський
Микола́й Попла́вський (пол. Mikołaj Popławski; 4 грудня 1636, Поплави — 7 вересня 1711, Львів) — римо-католицький священник. Архієпископ Львівський (1710—1711), єпископ Лівонський і Пілтенський (1685—1710). Представник роду Поплавських гербу Древиця. Народився в Поплавах, Велике князівство Литовське. З 1670 року — канонік у Познані, потім варшавський канонік та декан у Плоцьку. Проповідник, виголосив промови і проповіді під час посту. 1685 року рукопокладений Констянтином Зелінським на єпископа Лівонії. Проживав у Дінабургу. Брав активну участь у засіданнях Сенату. Працюючи де-факто слідчим, був одним із суддів Казімежа Лещинського. У липні 1710 року призначений архієпископом Львівським, помер, перш ніж отримати підтвердження призначення Папи.

## Біографія
Миколай Поплавський народився 4 грудня 1636 року, в Поплавах, Підляське воєводство, Велике князівство Литовське. Він належав до роду Поплавських гербу Древиця.
Навчався у Краківській академії, після чого перебував у магнатських дворах.
1670 року став познанським каноніком; згодом — варшавським каноніком і плоцьким деканом. Часто виступав із промовами на урочистих відкриттях сейму і під час сесій з нагоди якихось свят. Заохочував парламентарів до співпраці, критикував зрив засідань. Заохочував до вступу Речі Посполитої до Великої турецької війни.
Отримав від короля Яна III єпископство Лівонське і Пільтенське. Висвячений у єпископи 1685 року у Варшаві.
Під час безкоролів'я підтримував кандидатуру Франциска-Людовіка Конті, але згодом підписався за обрання сасконського курфюрства Фрідріха-Августа (Августа ІІ).
1710 року отримав Львівське архієпископство, але помер до затвердження Святого Престолу, 7 вересня 1711 року у Львові (Руське воєводство, Польське Королівство).

## Праці
- Stół duchowny rozlicznemi nauk zbawiennych, historyi i przykładów…potrawkami zastawiony. Krakow, 1710.